# Gornji Dragonožec
Gornji Dragonožec is een plaats in de gemeente Zagreb in de Kroatische provincie Stad Zagreb. De plaats telt 246 inwoners (2001).